# Шлосфиппах
Шлосфиппах (нем. Schloßvippach) — община в Германии, в земле Тюрингия. 
Входит в состав района Зёммерда. Подчиняется управлению Ан дер Марке.  Население составляет 1367 человек (на 31 декабря 2010 года). Занимает площадь 20,92 км².